# Sahel-Soedanese architectuur

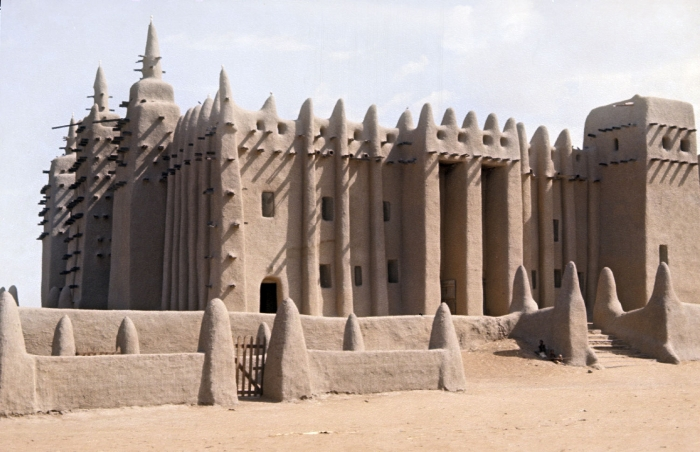
Moskee in Soedanese stijl.

Sahel-Soedanese architectuur (ook wel Soedanese architectuur genoemd) is een type architectuur dat voorkomt in West-Afrika en vooral in Mali.

## Kenmerken
De Sahel-Soedanese architectuur is stedelijk of monumentaal van aard op ruwe aarde. De gebouwen zijn opgetrokken uit adobebakstenen, een mengsel van klei gemacereerd met stro, rijstdoppen en eventueel sheaboter. Onder de karakteristieke constructie-elementen vinden we de aanwezigheid van pilasters, gebruikt om de muren te versterken, deze zijn meestal iets hoger en eindigen met een kruis van ogiven. Bij religieuze gebouwen eindigen ze met de halvemaan die kenmerkend is voor de islam of de afwerking met de bekende struisvogeleieren is gebruikelijk, koepelvormige afwerkingen die deze naam krijgen vanwege hun eivormige vorm, een voorbeeld hiervan is de moskee van Mopti of die van Djenne. In de muren van de gebouwen zijn ingevoegde takken van de Boraso-palm, waarvan de functie is om het gewicht van de muur te verlichten en slijtvast te maken, terwijl het pleisterwerk wordt vergemakkelijkt, essentieel voor het onderhoud van het gebouw, zodat het bestand is tegen het regenseizoen en vervult de functie van het absorberen van thermische uitzetting.

## Oorsprong
De oorsprong van deze architectuur wordt vaak toegeschreven aan de Andalusische architect (en dichter) Abu Ishaq es-Saheli, die met keizer Kankou Moussa terugkeerde van zijn pelgrimstocht naar Mekka en aan wie de bouw van de Kankou Moussa-moskee in Gao en de Djingareyber-moskee in Timboektoe werd toevertrouwd.

## Evolutie
Tijdens het koloniale tijdperk vertrouwden Franse architecten op Soedanese stijlen om koloniale gebouwen te creëren, waardoor neo-Soedanese architectuur ontstond.